# 미셀 엔디지오첼로
미셀 엔디지오첼로(영어: Meshell Ndegeocello, 본명: Michelle Lynn Johnson, 미셸 린 존슨, 1968년 8월 29일 ~ )는 독일 태생의 미국 싱어송라이터, 래퍼, 그리고 베이시스트이다. 그녀는 미셀 수하일라 바시르-샤커(영어: Meshell Suhaila Bashir-Shakur)라는 이름으로도 활동했으며, 이후 일부 작품에서 필명으로 사용되기도 했다. 그녀의 음악에는 펑크, 솔, 재즈, 힙합, 레게, 록 등 다양한 영향이 녹아 있다. 그녀는 커리어 전반에 걸쳐 비평가들로부터 상당한 찬사를 받았고, 11번의 그래미 어워드 후보에 올랐고, 1번 수상했다. 그녀는 또한 "네오 소울 운동"을 촉발하는 데 기여한 공로를 인정받기도 했다.